# Croquete

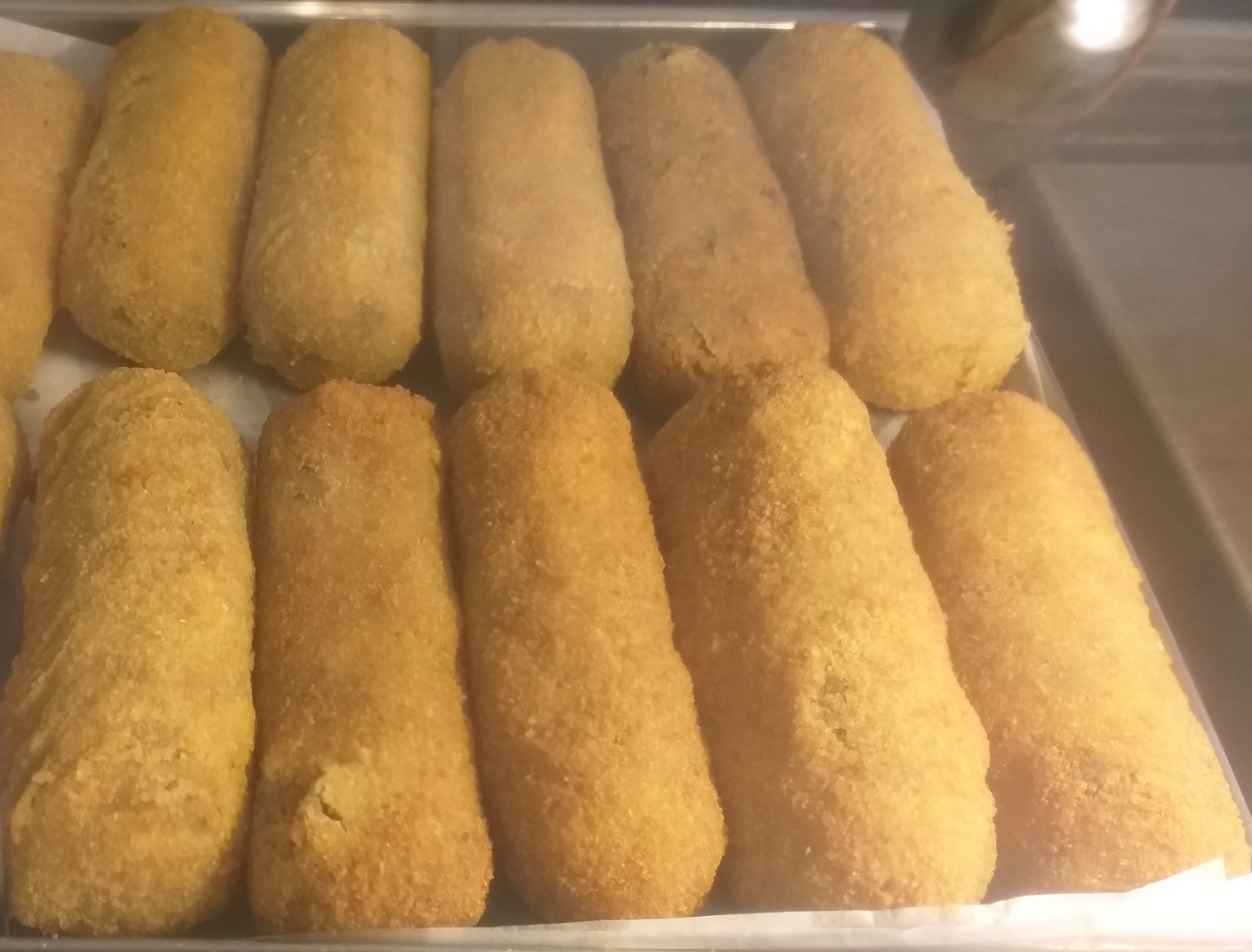
Croquetes de carne brasileiros.

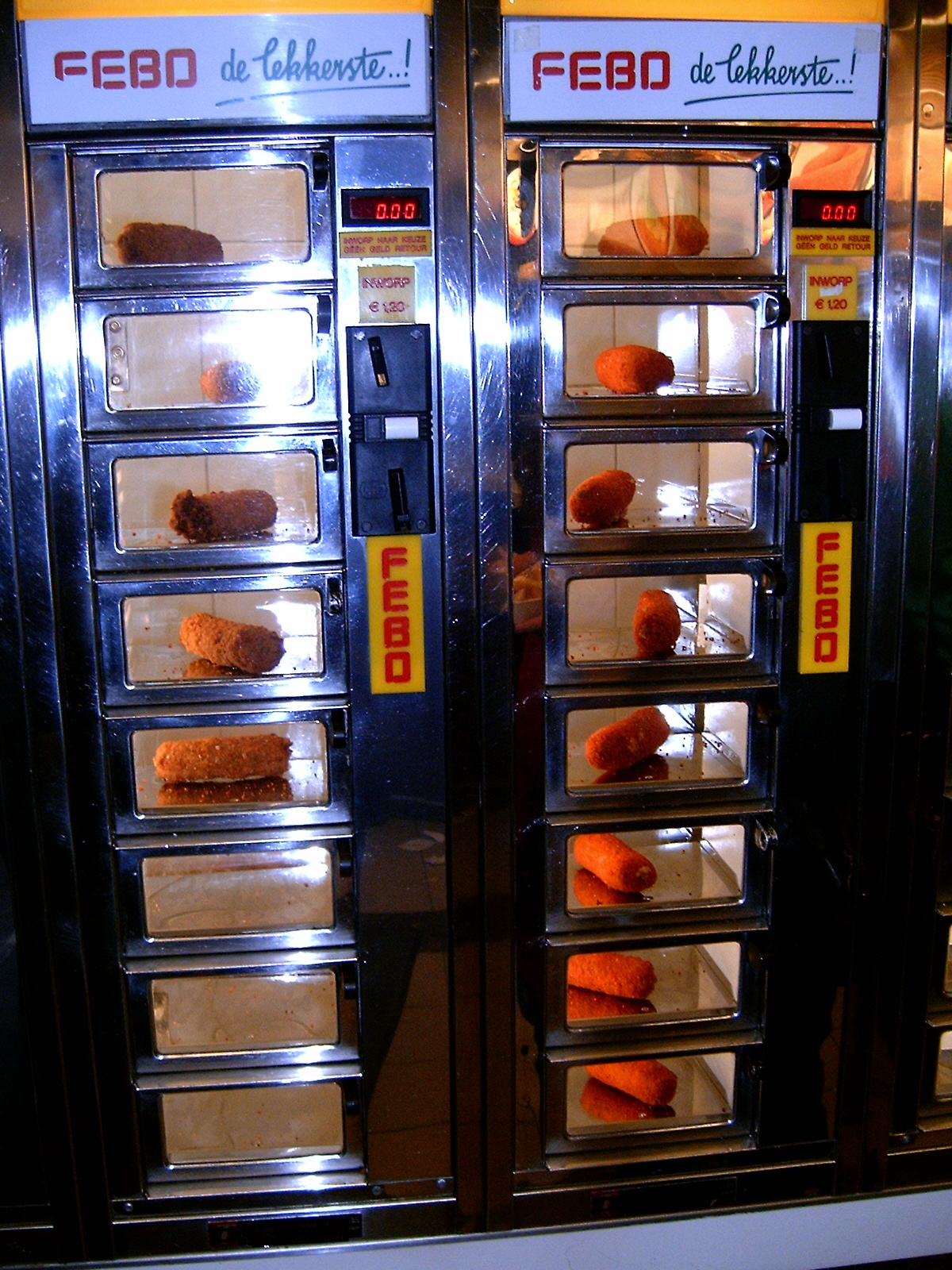
Máquina automática para venda de croquetes, na Holanda.

O croquete é um tipo de salgado ou acepipe recheado de carne desfiada, normalmente bovina, mas pode ser preparado com aves ou peixes.  Muito popular no Brasil e em Portugal, de origem provavelmente holandesa[carece de fontes?] é encontrado em suas variações em vários lugares do mundo. São encontradas receitas com carne moída, frango, camarão, bacalhau, sardinha, atum, salmão, entre outros. Também são encontradas variações com queijo e vegetais como aspargos, batata e cenoura.

## História
O croquete, no original kroketten em alemão, ou croquette em inglês e francês, foi uma invenção holandesa, introduzida nos Países Baixos no começo do século XX pelo padeiro Kwekkeboom, holandês que viveu na França. Em 1909 ele chegou à receita de croquete recheado, adaptado dos bolinhos franceses que usavam todos os tipos de recheio. Kwekkeboom introduziu o novo croquete no seu país recheado com carne de boa qualidade. Com o tempo, o croquete tornou-se extremamente popular.[carece de fontes?]

## Croquetes em outros países
- Bangladesh: similar ao alu-tikki indiano, o alu-chop é um croquete recheado de batatas servido como aperitivo. Além do recheio de batatas, também é encontrado um tipo feito de carne.
- Brasil: são típicos os croquetes de carne, mas também são encontrados de frango e camarão.
- Cuba: normalmente feitos com presunto, porco ou frango (ou mesmo um misto dos três anteriores).
- Espanha: são típicos os croquetes de frango.
- Filipinas: chamado de croqueta é um prato trazido com a colonização espanhola, a receita local do croquete é com recheio de purê de batatas, carne bovina ou de peixe picada.
- Hungria: Krokett é um pequeno bolinho cilíndrico similar à receita tcheca.
- Índia: pode-se encontrar um croquete chamado alu-tikki, norte. Algumas vezes é chamado de cutlet e é usado como variação de hambúrguer vegetariano em redes de fast-food.
- Indonésia: o kroket é um item popular do cardápio local introduzido durante a colonização holandesa.
- Japão: uma variação do croquete é chamada de korokke. É bastante comum e pode ser preparado com batatas e outros vegetais (cebola ou cenoura), com uma pequena quantidade de carne suína ou bovina. A versão cilíndrica do korokke também é servida, neste caso com recheios típicos de caranguejo ou frango.
- México: tipicamente são preparados com atum e batatas.
- Portugal: tipicamente são preparados com carne bovina desfiada.
- República Tcheca: o krokety é um pequeno bolinho feito com batatas, ovos, farinha e manteiga, fritas em óleo quente.

## Receitas de croquetes
- Croquetes